# 紀多納
紀多納（英語：Donald MacIver；1852年—1910年），一譯麥愛華、馬西偉，是英國長老會差會的一位牧師和來華傳教士。他也是來潮汕地區的先鋒傳教士之一，曾編寫過世界上第一部客語白話字字典。
紀多納是蘇格蘭人，早期就讀於阿伯丁大學。1879年，正在唸書的紀多納受回國述職的施饒理牧師的感召，前往潮汕地區傳教。他的另一位同窗李威廉（William Riddel，一譯列德）則在翌年到達。
他們最初居住在揭西縣五雲鎮的上洞村，但發現該地區太小，便搬到五經富區（今屬揭西縣）去。一位名叫曾稅伯（Zam Shui-pok）老人給他們提供了住處。五經富區被他們當做傳教中心，教徒迅速增加。紀多納和李威廉還致力於公益事業，相繼建立了福音學院、神學院（觀豐書院）、男校（道濟學校）、女校（五育女子學校）等機構，為當地的文化、教育、醫療和衛生事業作出巨大貢獻。
1897年，紀多納探采豐順八鄉火灘洞礦，發現了金礦。本欲開採，但被當地鄉民抗爭阻止。
紀多納對客家語頗有研究。他在傳教之時走遍了粵東、閩西等客家人的聚居地，潛心搜集客家語的材料。1905年，在當地人士彭景高的幫助下，紀多納出版了《客英詞典》（A Chinese-English Dictionary: Hakka-dialect as spoken in Kwang-tung Province）。這是第一部也是最重要的一部客家語白話字字典。1926年，又由同工瑪堅繡（Murdo C. Mackenzie）在彭景高、黄衡（黃兆衡，Vong Chheu-fen）的幫助下增補重刊。
1909年，紀多納請假回國述職，適逢來華三十年，離去前當地教會開會紀念，表示感謝。本欲假滿繼續來華，但卻在翌年突然病逝於家中。他逝世的消息傳到中國後，當地教徒都深表哀悼。育有一子三女，兒子也成為了傳教士。